# Маслинен капуцин
Маслиненият капуцин (Cebus olivaceus) е вид бозайник от семейство Капуцинови (Cebidae).

## Разпространение
Видът е разпространен в Северна Бразилия, Гвиана, Френска Гвиана, Суринам, Венецуела и вероятно в Северна Колумбия.